# 納氏臀點脂鯉
納氏臀點脂鯉（學名：Pygocentrus nattereri），俗稱紅腹食人魚，為臀點脂鯉屬的一種食人魚。分布於南美洲亞馬遜河、巴拉圭河、巴拉那河、埃塞奎博河及巴西東北部沿海河流等流域，為這些流域的常見物種。屬於雜食性，以魚類、昆蟲、甲殼類、蠕蟲、植物等為食。不會進行洄游，但在降雨豐富的時節會為了尋找適合繁殖後代的地點而遷徙。納氏臀點脂鯉為了防止遭到掠食者攻擊，多半會成群游動，但不會有群體合作狩獵的行為。個體之間會用聲音進行溝通交流，多半伴隨著攻擊行為。受到媒體的影響，一般民眾多半會誤以為納氏臀點脂鯉是十分凶悍恐怖的掠食者，然而事實並非如此。納氏臀點脂鯉可做為食用魚及觀賞魚。

## 分類學與系統發生學
納氏臀點脂鯉屬於鋸脂鯉科，該科物種包括了許多中等至大體型的脂鯉，例如雜食性的淡水鯧魚，共同特徵為側扁的身體以及巨大的背鰭。納氏臀點脂鯉歸類於臀點脂鯉屬，共同特徵為獨特的齒式與頭部寬度。和鋸脂鯉科下的大多草食性物種不同，納氏臀點脂鯉被認為具有十分高度的肉食性，然而牠們其實是雜食性的。

## 分布與棲息地
納氏臀點脂鯉廣泛分布於新熱帶界的南美洲，包括阿根廷、巴西、玻利維亞、哥倫比亞、厄瓜多、蓋亞那、巴拉圭、祕魯、烏拉圭與委內瑞拉的河流流域，主要為亞馬遜河、巴拉圭河、巴拉那河、埃塞奎博河，但也包括其他較小的流域系統。棲息於水溫15—35 °C（59—95 °F）的水域，但也能忍受10 °C（50 °F）的低水溫。它們多分布於湍流流域地帶，但也會棲息在黑水流域（流動較為靜滯的河流）與清水流域地帶。棲息的水域類型包括河流、溪流、湖沼（包括河跡湖與水庫）、河漫灘及淡水沼澤森林。

## 描述

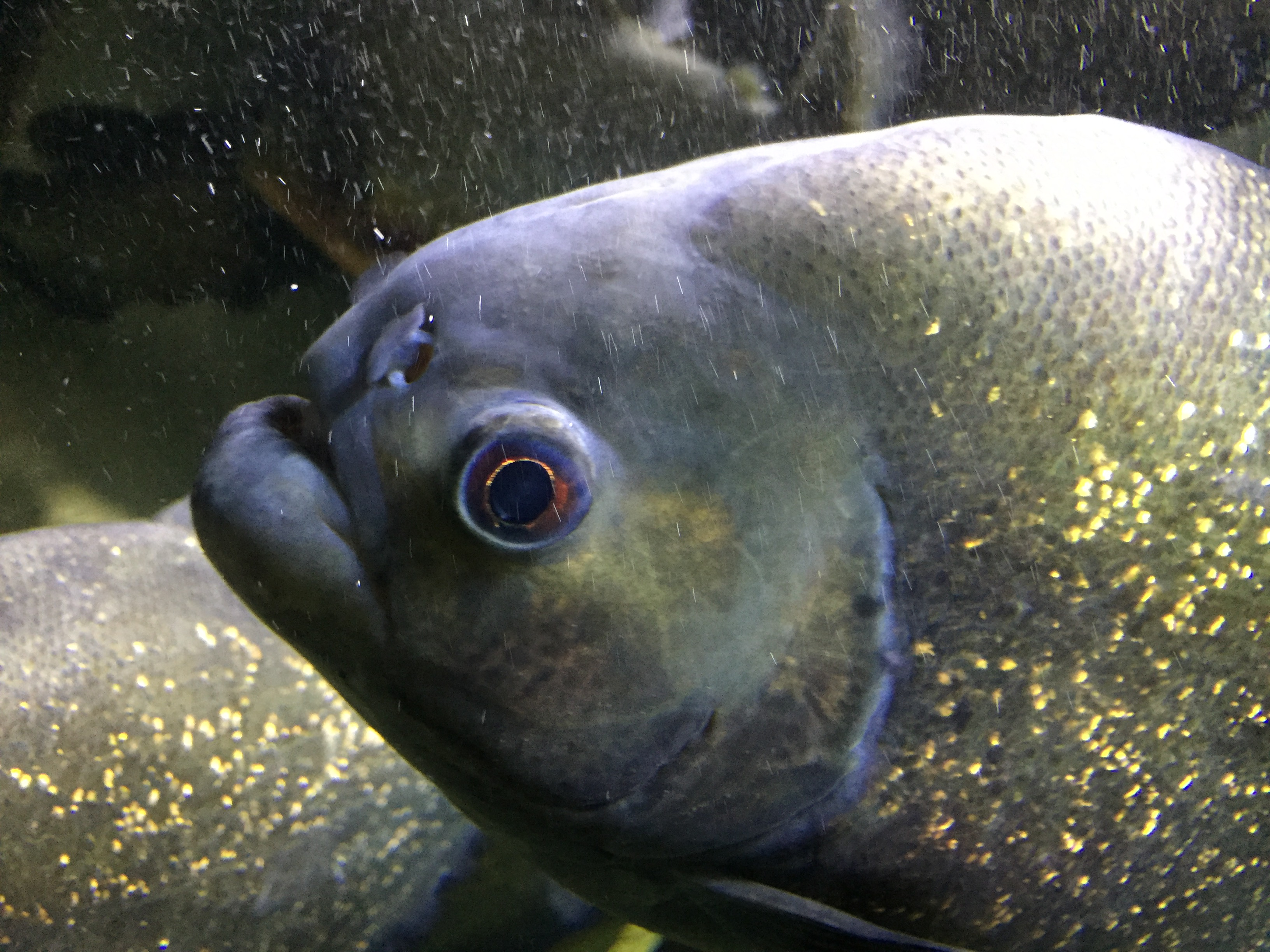
頭部近觀

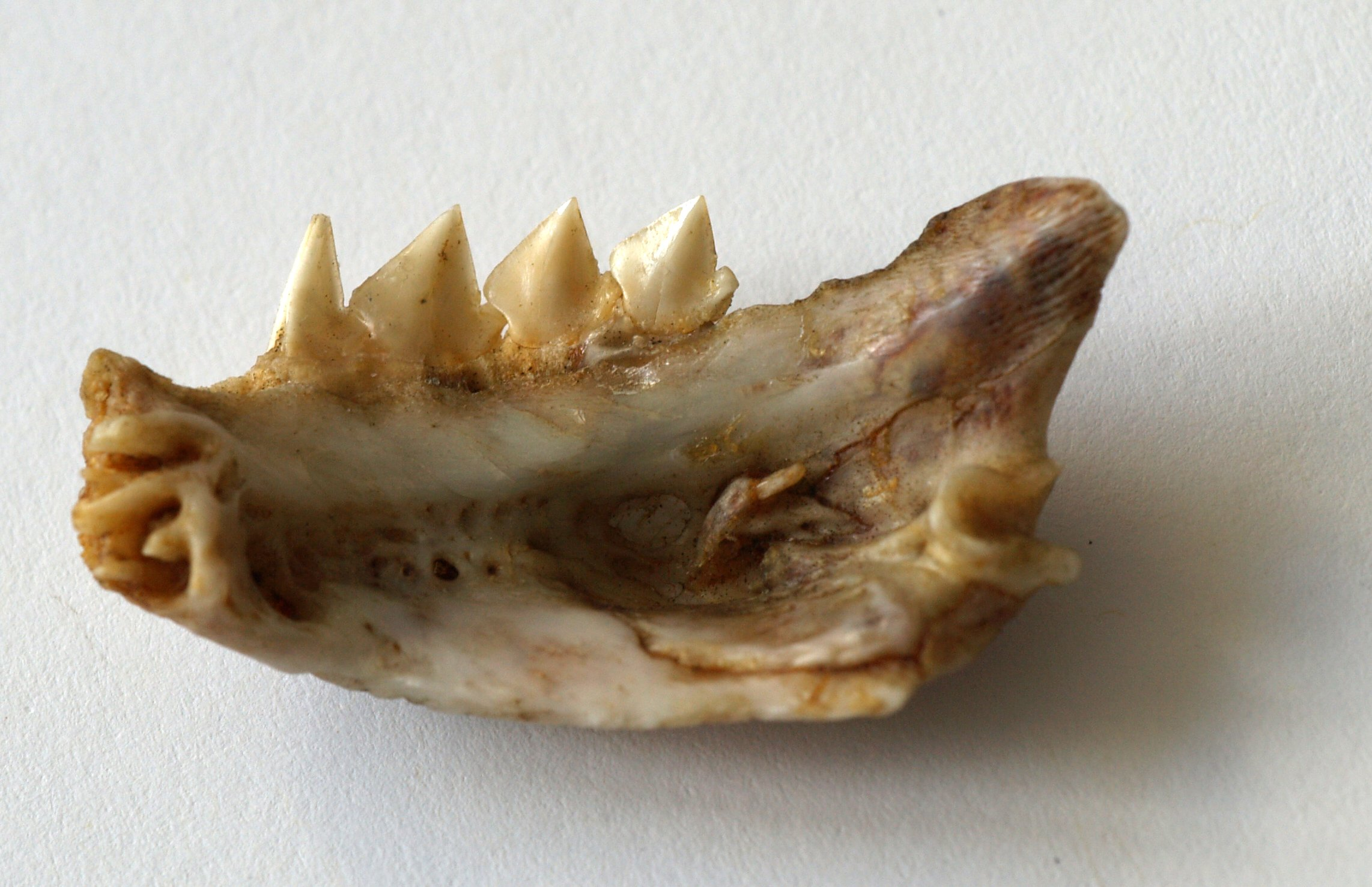
德國科隆動物園的納氏臀點脂鯉下頷骨

納氏臀點脂鯉多半以食腐為主而非掠食，成年個體體色為深灰色帶有銀色斑的色斑，下腹側為橙色或紅色，鰓後有時會帶有黑點，臀鰭為黑色，腹鰭和胸鰭則為紅或橙色，雌魚的下腹側為較暗的紅色，幼魚體色則為帶有黑點的銀白色。體長可達 50 cm（20英寸）（但多半不會超過 35 cm（14英寸）） ，體重則能達到 3.9（8.6磅）。
納氏臀點脂鯉多半會成群游動，但不會有群體合作狩獵的行為；有時會陷入進食狂亂，在數分鐘內將大型獵物支解殆盡，但是這情況其實很少見而且僅有在群體長期未進食的時候才有可能觸發。繁殖季發生在雨季，持續約兩個月，依照地區而有不同。雌魚會在雄魚利用水中植物所製作的巢穴中可產下約 5,000 顆卵。

## 行為
納氏臀點脂鯉的分佈領域遠較其他食人魚來的廣泛，包括大部分的新熱帶界地區。納氏臀點脂鯉同時也是全球很多地方的入侵種，對當地的原生魚類動物相造成威脅，牠們在發動攻擊行為之前會透過發出聲音來與其他同種個體進行溝通。

### 食性與進食行為
納氏臀點脂鯉為雜食性並且會以魚類（包括魚鰭還有魚鱗）、昆蟲、甲殼類、蠕蟲、蝸牛、植物等為食。有時會形成上百隻個體的魚群，能夠攻擊大型獵物像是白鷺或是水豚。雖然被認為是十分危險的肉食性魚類，然而牠們其實是比較偏向食腐動物與植食動物，在雨季食物豐富時多半以植物還有昆蟲為食，大型獵物則多半以受傷、瀕死及已死亡的野生個體為主，會集結成魚群不是為了群體狩獵，而是為了防範其他大型掠食者。
納氏臀點脂鯉在生長史的不同階段會有不同的進食行為。較年幼的個體多半於白天尋找食物，成年個體則偏好黎明或是晚暮。白天時，個體會躲在暗處伏擊獵物，有時也會進行追擊。

### 繁殖
納氏臀點脂鯉的繁殖行為多半仍然未知，大部分的行為研究多半來自水族館內的人工飼養個體。在第一年時達到性成熟，雌魚一次可在水中的植物組織上產下 5,000 顆有黏著性的卵，在之後雄魚才會對卵進行受精。卵在 2 至 3 天後孵化，剛出生的個體會躲在附近的植物之中直到有足以保衛自己的體型。
研究顯示野生的納氏臀點脂鯉在築巢的地點似乎會有特定的繁殖行為出現。雄雌個體會貼近彼此不斷繞著圈游泳，本來被認為是求愛的行為，但之後研究發現其實是護卵行為。巢穴的深度大約是 4 - 5 公分，其內包含有許多植物的莖葉，而魚卵則會黏著在這些植物組織上。
納氏臀點脂鯉有雄雌配對、護卵等等保護子代的行為，否則產下來的卵很容易被其他脂鯉科的物種取食。雖然會在巢穴附近巡游，但是牠們並不會主動攻擊靠近巢穴的魚類，這可能是因為許多魚類本身就會畏懼具有掠食性的納氏臀點脂鯉。
納氏臀點脂鯉每年有兩次繁殖季，多半與水位波動、洪水暴漲、溫度與其他水文情況相關。當納氏臀點脂鯉準備好要繁殖時，牠們身上的紅色會褪去，並且會開始成群遷徙去尋找適合產卵的地點，像是氾濫平原上被淹沒的草地或是湖沼中的植群；相較之下尚未進入繁殖期的個體則偏好開放水域。

### 魚群

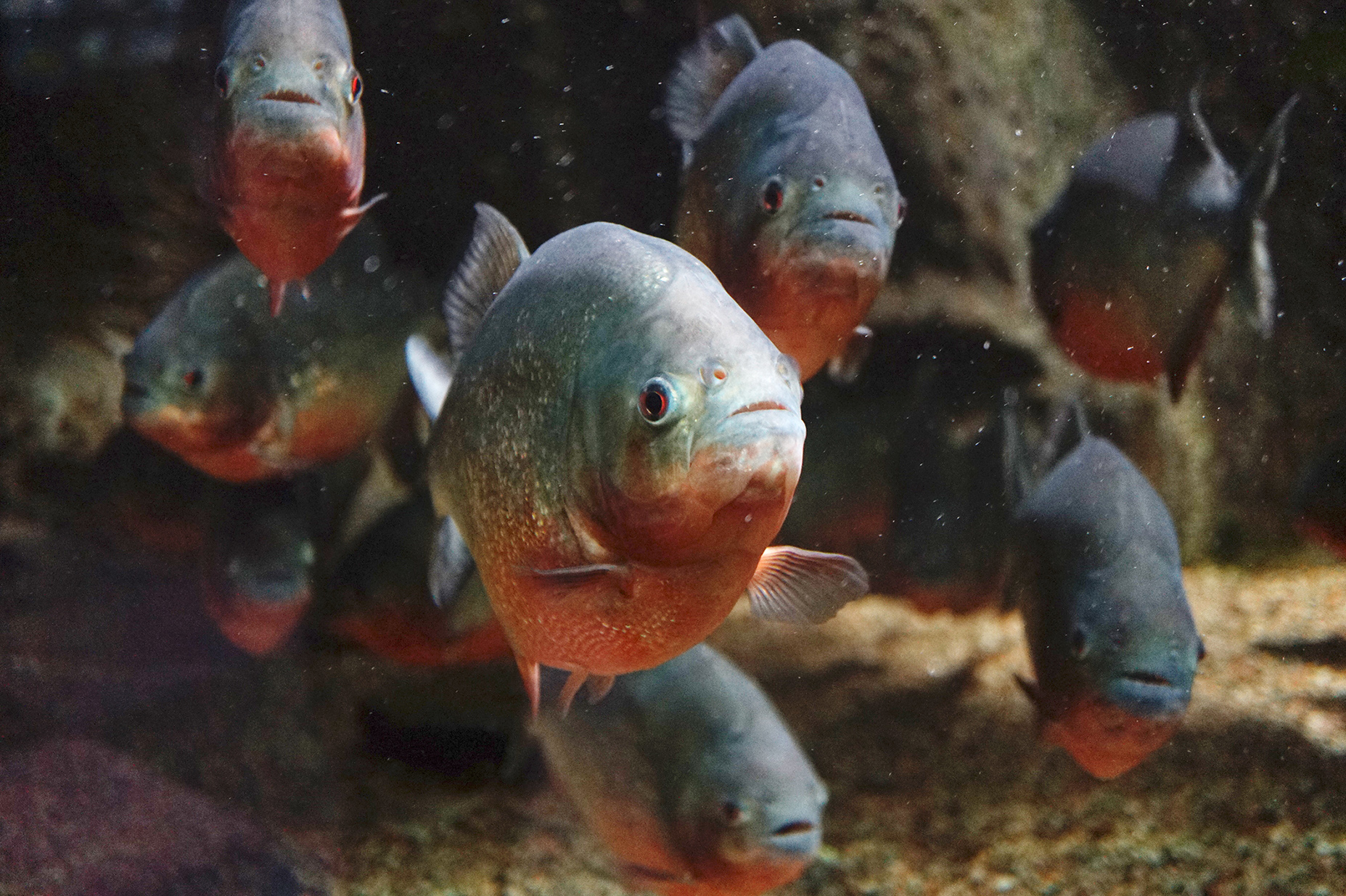
芬蘭坦佩雷塞爾凱涅米水族館的一群納氏臀點脂鯉

納氏臀點脂鯉通常會以一個魚群為單位行動，以防範大型掠食者的來襲，包括亞馬遜河豚、大型肉食性魚類、凱門鱷以及水禽。一項針對模擬掠食者攻擊的研究顯示，八隻一群的納氏臀點脂鯉鰓蓋回復正常（在面臨攻擊或緊張時，鰓蓋開闔頻率會加快）的速度遠較兩隻一群的魚群來的快。雖然一般認為納氏臀點脂鯉會有群體狩獵的行為，不過目前並沒有發現納氏臀點脂鯉會進行合作狩獵。

### 溝通
納氏臀點脂鯉會透過聲音來進行溝通，大多在咬擊、追擊、遭遇同種、爭鬥時發出，這些聲音來自於魚鰾上發音肌的快速震動，魚鰾本身則發揮了共鳴箱的功用。發聲的觀察多半來自於握在手上的個體，當被抓出水面時，這些納氏臀點脂鯉會發出類似鼓聲的低頻諧音。不過研究人員也發現在水中的納氏臀點脂鯉其實有三種不同的發聲模式：第一種為 120 赫茲的低頻諧音，每波持續 140 毫秒，通常在遭遇同類時發出；第二種為 40 赫茲的低頻音，每波持續 36 毫秒，多半是在為了食物爭奪時發出；第三種則為僅發出一次的 1740 赫茲高頻音，每次持續 3 毫秒，多半在追逐或啃咬同類個體時發出。
幾乎所有的聲音都是用來進行同種個體之間的溝通。在發動一般性的攻擊時會發出較低沉如鼓的聲音，在發動更強力攻擊時也會發出更大更有威脅性的聲音。

## 保育狀況

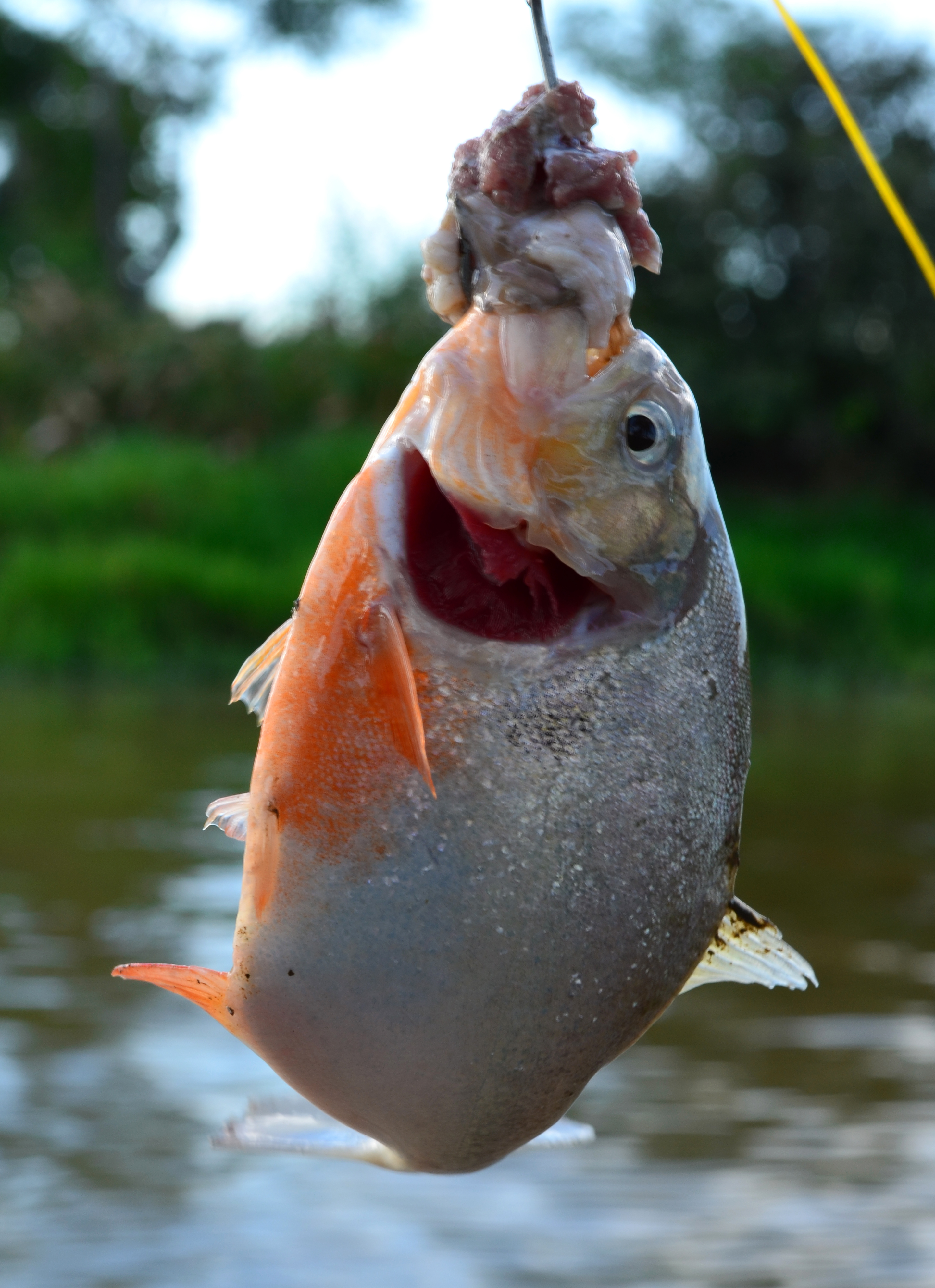
被釣上的納氏臀點脂鯉，牠們為當地人的食物之一

納氏臀點脂鯉分布廣泛且數量眾多，在某些地區甚至是數量最多的物種。水族館內所飼養的大量個體，代表納氏臀點脂鯉目前並沒有太多保育上的擔憂。

## 大眾媒體

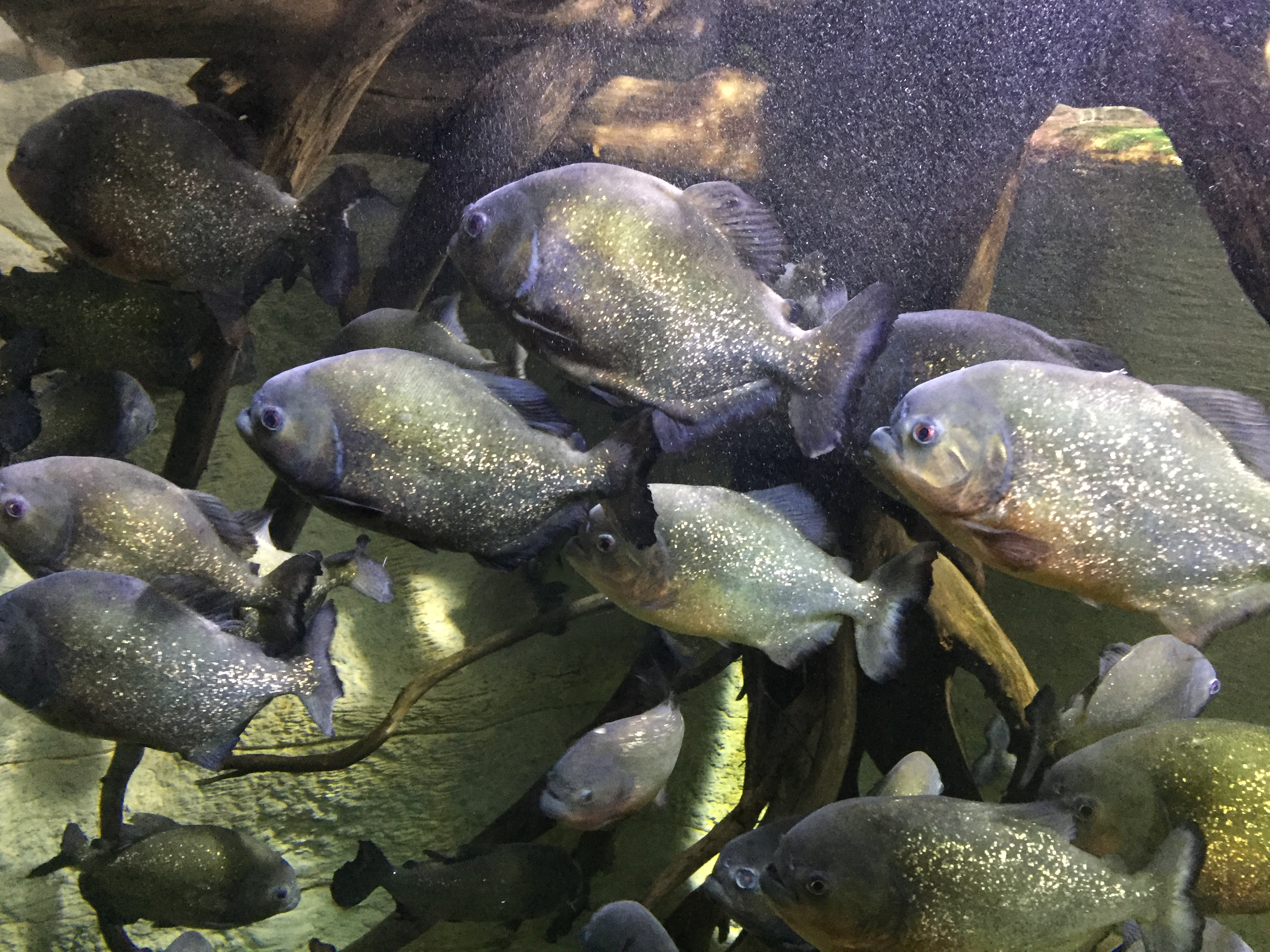
水族館中的納氏臀點脂鯉魚群

納氏臀點脂鯉初次登場於大眾媒體是在喬·丹堤於 1978 年所導演的《災難水世界》，就像《大白鯊》一樣，納氏臀點脂鯉被描述成十分兇殘的魚類。1982 年出版了續集《災難水世界2》，在 1995 年與 2010 年更出現了兩部重製版：《食人魚》與《食人魚3D》。這樣描述大群兇悍食人魚襲擊人類的電影，過份誇大且錯誤的將牠們描述是最凶猛的淡水魚。事實上，納氏臀點脂鯉是很膽小的食腐動物，和陸地上的禿鷲有類似的生態區位。在 2010 年的《食人魚3D》中出現了一種虛構的食人魚物種，由克里斯多福·洛伊德所飾演的古德曼教授則將此虛構種誤認為是納氏臀點脂鯉。

## 水族館
納氏臀點脂鯉是水族館中常見的魚種，可餵食活餌、新鮮餌以及冷凍餌，但不會接受腐肉。餵食活餌可能會有傳染疾病的風險，而金魚身上抑制生長的賀爾蒙也會影響納氏臀點脂鯉。幼年納氏臀點脂鯉在水族館中可能會互相攻擊（尤其是魚鰭部分，雖然破損的魚鰭在之後會再長回）。水族館必須時常注意納氏臀點脂鯉魚缸中的水質，因為牠們的進食習慣容易導致水缸受到汙染。同時也必須讓這些納氏臀點脂鯉生活在光線較昏暗的地方並有留有地方讓牠們得以躲藏。野生的納氏臀點脂鯉並非每天進食，因此水族館也不必每天投餌，但是飢餓的納氏臀點脂鯉可能轉而以同類為食，較弱小的個體可能因此淪為獵物。

## 扩展阅读
- 维基共享资源上的相關多媒體資源：納氏臀點脂鯉
- 食人魚會互相交談！研究：獵食前會「呱呱叫」